# Grev- och friherreskap i Finland
Grev- och friherreskap var förläningar i Sverige (med Finland) som härskaren gav till adelsmän som hade fått greve- eller friherretitel.
Nästan alla förläningar i Finland gjordes under drottning Christinas regeringstid (1632—1654). När Christina var minderårig delade inte förmyndarregenten ut några förläningar, men efter att Christina kom till makten 1644 ökade antalet förläningar enormt . Alla baroner fick dock inte ett friherreskap, utan namnet på arvsgodset fick tillsammans med barontiteln läggas till namnet som ett "af + friherreskapets namn". I de grev- och friherreskap som kronan beviljade fick greven eller baronen omfattande rätt till skatteuppbörd och omfattande administrativa åtgärder. Grev och friherreskapen avskaffades vid reduktionen 1680. 
Grunderna för förläningarna fastställdes vid riksdagen i Norrköping 1604. 

## Förläningar beviljade av kronan

### Åbo och Björneborgs län
- Kimito friherreskap 1614–1680 (förlänades till rikskanslern Axel Oxenstierna)
- Vasaborg grevskap 1646–1680 (förlänades till kung Gustav II Adolfs oäkta son, till riksrådet Gustaf Gustafsson)
- Korpo friherreskap  1649–1680 (förlänades till Nils Bielke)
- Björneborgs  grevskap  1651–1680 (förlänades till fältmarskalk Gustaf Horn)
- Loimijoki friherreskap [2]  1651–1680 (förlänades till riksrådet Arvid Wittenberg)

### Nyland och Tavastland
- Raseborgs grevskap 1569–1668 (förlänades till Ebba Mauritzdotter Lewenhaupt)
- Viks friherreskap  1570–1597 (upplåtet till riksrådet Klas Fleming)

### Österbottens län
- Kajanalands friherreskap 1650–1680 (förlänades till drotsen Per Brahe den yngre)
- Karlebys friherreskap 1651–1675 (förlänades till riksrådet Peder Gustafsson Banérs barn)
- Korsholms och Vasa grevskap 1651–1675 (förlänades till riksrådet Gabriel Bengtsson Oxenstierna)
- Laihela friherreskap [2] 1651–1675 (förlänades till riksrådet Carl Philipsson Bonde)
- Uleåborgs friherreskap [2] 1651–1675 (förlänades till riksrådet Erik Karlsson Gyllenstierna)
- Wöråborgs friherreskap [2] 1651–1675 (förlänades till generalmajoren Georg Paijkull)
- Karleborgs grevskap 1652–1674 (förlänades till generalguvernören Clas Tott)
- Karlö friherreskap [2] 1652–1675 (förlänades till överste Berndt Taube från kavalleriet)
- Ijo friherreskap [2] 1652–1675 (förlänades till riksrådet Åke Axelsson (Natt och Dag))
- Ikalaborgs friherreskap [2] 1652–1675 (förlänades till riksrådet Schering Rosenhane)
- Limingo friherreskap [2] 1652–1675 (förlänades till riksrådet Mattias Soop)
- Pyhäjoki friherreskap [2] 1652–1655 (förlänades till riksrådet Claes Bielkenstierna)

### Kexholms län
- Kides friherreskap  1650–1681 (förlänades till riksrådet Axel Lillie)
- Salmis grevskap [3] 1651–1668 (förlänades till fältherren Carl Gustaf Wrangel)
- Pyhäjärvi friherreskap 1650–1680 (förlänades till överste Otto Uexkull)
- Kronoborgs grevskap 1651–1680 (förlänades till riksrådet Gustaf Gabrielsson Oxenstierna)
- Sordavala grevskap 1651–1680 (förlänades till Gustaf Adam Banér)
- Libelits friherreskap 1651–1680 (förlänades till riksrådet Herman Klasson Fleming)
- Tohmajärvi friherreskap 1651–1680 (förlänades till riksrådet Lars Kagg)
- Örneholms friherreskap 1651–1680 (förlänades till Edmund Gripenhielm)
- Nyborgs grevskap 1652–1680 (förlänades till riksrådet Arvid Wittenberg)

## Förläningar bildade från adelns arvsgods

### Nyland och Tavastland
- Lembois friherreskap [4] 1650–1681 (förlänades till riksrådet Jöns Kurck)

### Österbottens län
- Närpes friherreskap  1652–1680 (förlänades till Jakob Lilliehöök)

### Viborgs och Nyslotts län
- Elimä friherreskap  1608–1680 (förlänades till ryttmästaren Henrik Wredes barn)
- Björkö friherreskap 1649–1680 (förlänades till riksrådet Hans Wachtmeister)